# Emiel Vanderleenden
Emilius Petrus „Emiel” Vanderleenden (ur. 27 września 1893 w Gandawie, zm. w maju 1971 w Nowym Jorku) – belgijski zapaśnik walczący w stylu klasycznym. Olimpijczykz Antwerpii 1920, gdzie zajął piąte miejsce w wadze średniej.

## Turniej wAntwerpii 1920
| Konkurencja          | Walki                 | Walki                    | Walki                   | Walki                   | Klas. końcowa |
| Konkurencja          | Przeciwnik I          | 1/2                      | Turniej o srebrny medal | Turniej o srebrny medal | Miejsce       |
| -------------------- | --------------------- | ------------------------ | ----------------------- | ----------------------- | ------------- |
| 75 kg styl klasyczny | Paul Zanolini (USA) Z | Calle Westergren (SWE) P | Michel Dechmann (LUX) Z | Matti Perttilä (FIN) P  | 5.            |